# Rezerwat przyrody Opolenec
Opolenec – rezerwat przyrody w kraju południowoczeskim w Czechach.
Rezerwat ten został ustanowiony 20 września 1985 roku. Położony jest w pobliżu Sudslavic (część Vimperku w Powiecie Prachatice) i rzeki Volyňka, na wysokości od 590 do 610 m n.p.m.. Zajmuje powierzchnię 19,26 ha. Obejmuje fragment Pošumavskego Krasu z ostańcami zbudowanymi z wapienia krystalicznego.
Ochronie podlega tu nawapienna roślinność kserofilna z licznymi rzadkimi gatunkami. Licznie występują tu także zjawiska krasowe. Położona tu jaskinia Sudslavická jest znana z odkrywanych tu szczątków fauny czwartorzędowej. Zwiedzanie rezerwatu umożliwia ścieżka edukacyjna Sudslavický okruh. Jej początek znajduje się przy Sudlsavickej lipie. Drzewo to należy do największych w Czechach (obwód około 12 metrów, wiek 600 lat). Północna część ścieżki przebiega w pobliżu stacji Bohumilice v Čechách. Część południowa biegnie terenami zalewowymi rzeki Volyňki. Spotkać tam można takie rośliny jak gółka długoostrogowa, storczyk samczy, dwulistnik muszy, gruszycznik jednokwiatowy, kruszczyk rdzawoczerwony, lilia złotogłów, paprotnik ostry czy goryczuszka czeska.